# Cordusio
Cordusio is een metrostation in de Italiaanse stad Milaan dat werd geopend op 1 november 1964 en wordt bediend door lijn 1 van de metro van Milaan.

## Geschiedenis
Het station is deel van het eerste stuk van de Milanese metro dat op 1 november 1964 werd geopend. Het station werd onder het gelijknamige plein gebouwd op 498 meter van Cairoli aan het andere uiteinde van de Via Dante en slechts 340 meter van Duomo verder naar het oosten. Sinds 2018 wordt het station afgeroepen als Cordusio Biblioteca Ambrosiana. De verwijzing naar nabijgelegen de Ambrosiaanse bibliotheek werd toegevoegd ter gelegenheid van de 500e sterfdag van Leonardo da Vinci.

## Ligging en inrichting
Het station is met de Milanese methode gebouwd naar een standaardontwerp voor lijn 1. De zijperrons liggen onder de verdeelhal die is voorzien van een kantoor voor de opzichter en toegangspoortjes. Behalve de gebruikelijke toegangen rond het plein is er ook een ondergrondse winkelstraat onder de Piazza dei Mercanti. Deze zogeheten Galleria dell'Artigianato loopt boven de metrotunnel tussen de verdeelhallen van Cordusio en Duomo.           

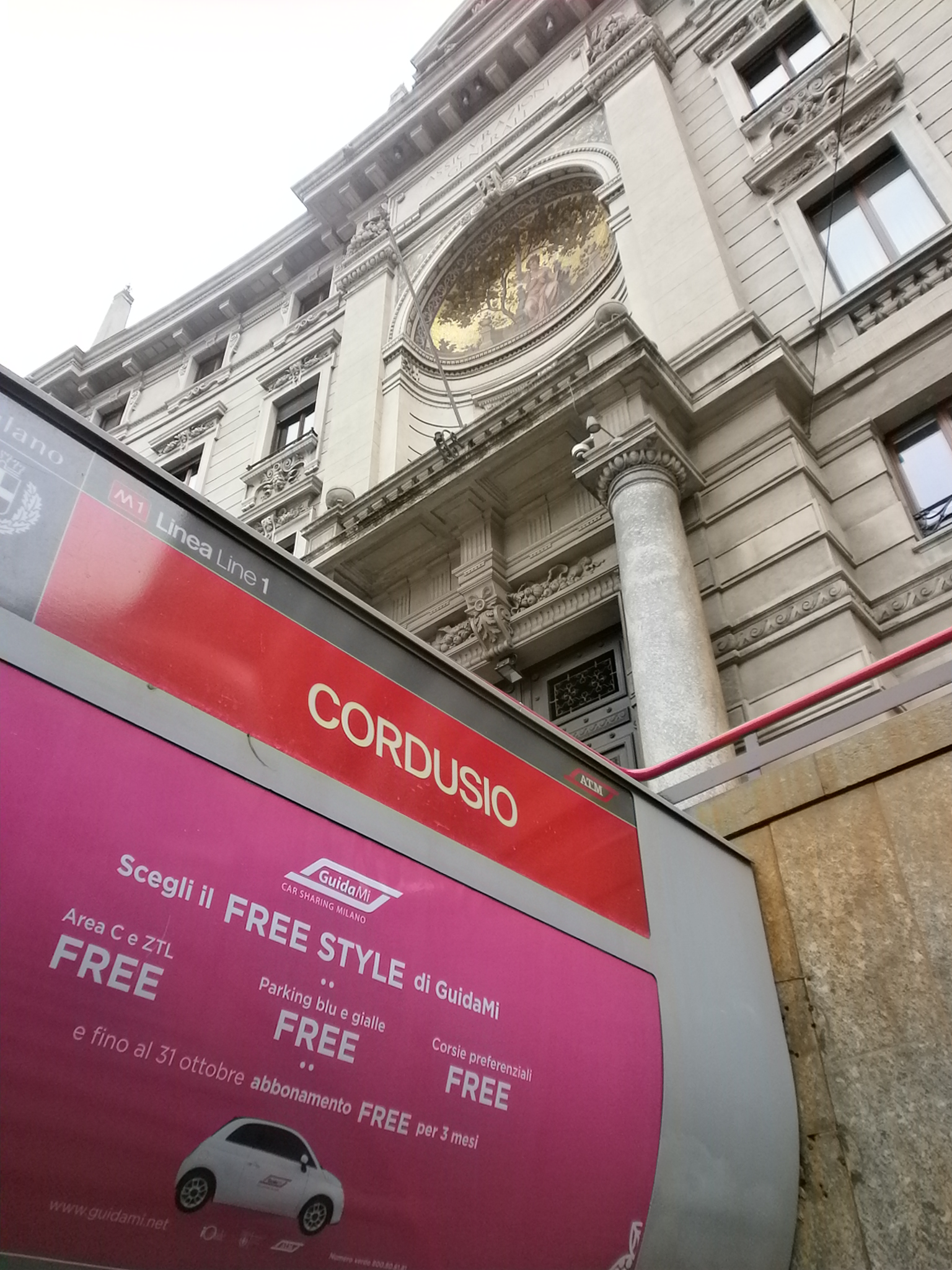
De ingang aan de oostkant van het plein
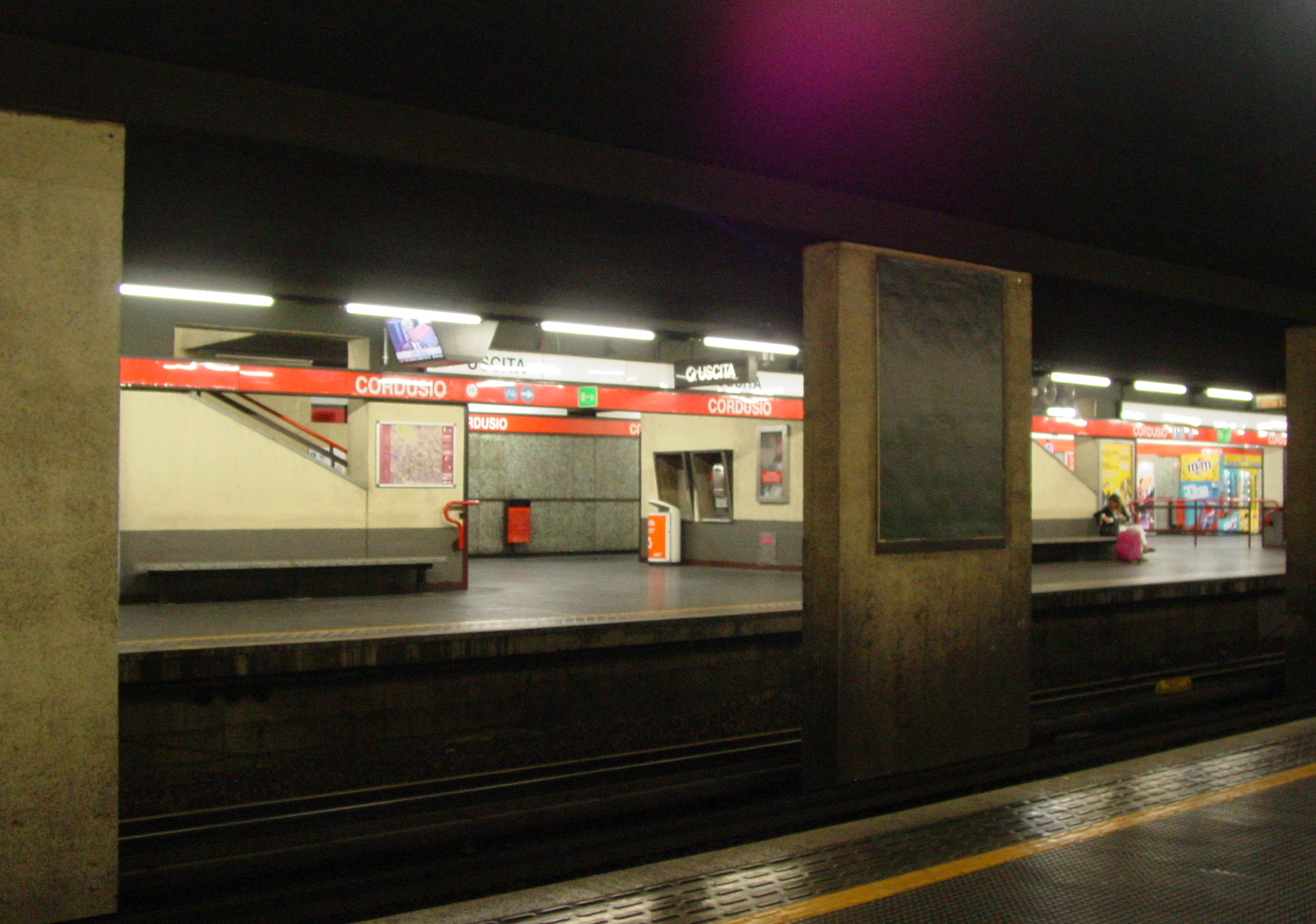
Perrons en de dragende zuilen tussen de sporen
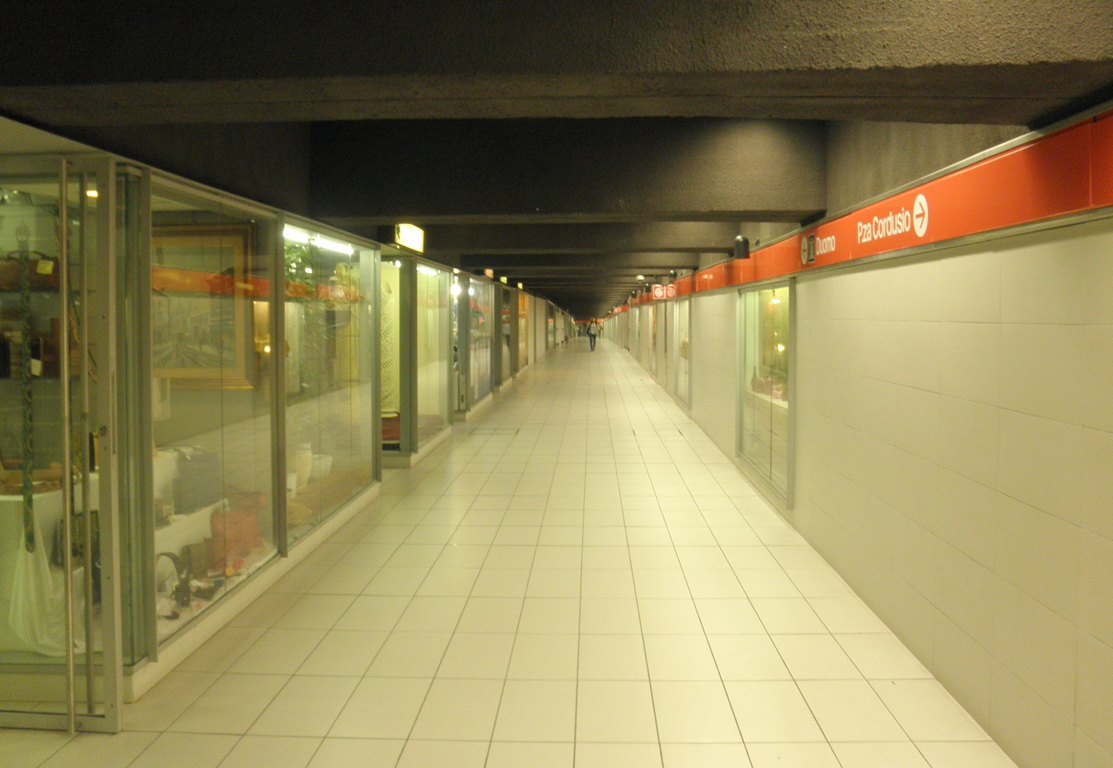
De Galleria dell'Artigianato gezien uit het westen